# خور کرنر

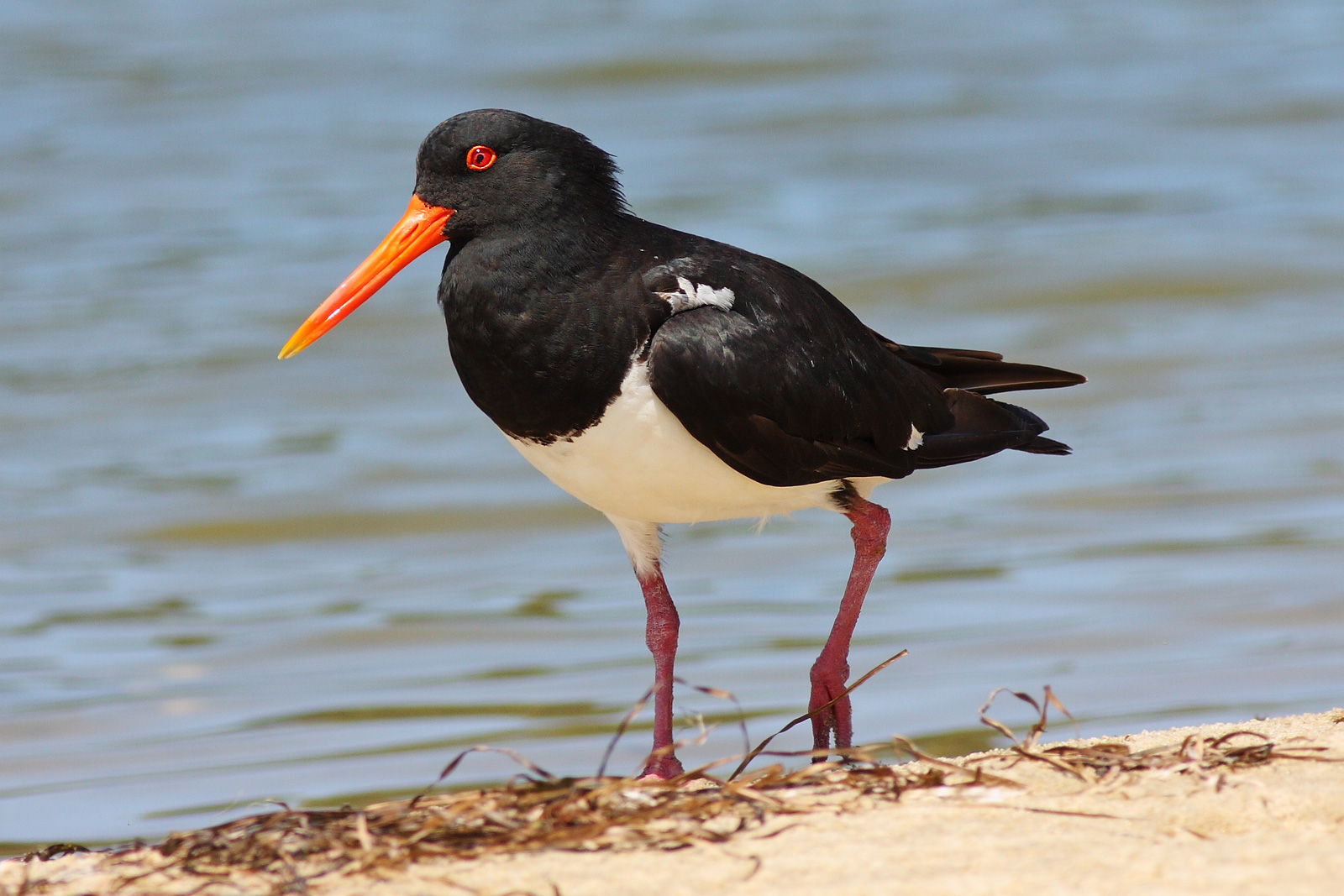
خور کُرنر

خور کُرنر (انگلیسی: Corner Inlet) خور و خلیجی است که در ۲۰۰ کیلومتری جنوب شرق ملبورن در ایالت ویکتوریا قرار گرفته است.
مساحت خور کرنر ۶۰۰ کیلومتر مربع است و منطقه‌ای که این خور در آن قرار گرفته گریپسلند نام دارد. خور کرنر در میان خلیج‌های بزرگ ویکتوریا شرقی‌ترین و گرم‌ترین به‌شمار می‌آید. 
خور کرنر پهنه‌های گِلی میان‌کشندی (بین جزر و مد) و جنگل‌های حرا و باتلاق‌های نمکی، و دشت‌های علف دریایی دارد. چهل سد ساحلی شنی از خور کرنر در برابر امواج سطح اقیانوس که از تنگه باس می‌آید حفاظت می‌کنند. بزرگ‌ترینِ این سدهای ساحلی جزایر اسنیک، ساندی و سینت مارگارت نام دارند.